# John (Bērziņš)
John (rodným jménem: Pjotr Leonidovič Berziň, Pēteris Bērziņš; * 16. března 1957, Cooma) je kněz Ruské pravoslavné církve v zahraničí a biskup caracaský a jihoamerický.

## Život
Narodil se 16. března 1957 v australském městě Cooma do rodiny lotyšských imigrantů.
Roku 1975 začal studovat na filosofické fakultě Australské národní univerzity obor starořečtina a latina. Studium dokončil roku 1979.
Roku 1982 vstoupil do monastýru Svaté Trojice v Jordanville a začal studovat na Pravoslavném duchovním semináři v Jordanville. Dne 29. března 1985 byl arcibiskupem syracuským a trojickým Laurem (Škurlou) postřižen na monacha se jménem John k poctě svatého Jana Křtitele. Dne 12. dubna 1987 byl stejným arcibiskupem vysvěcen na hierodiakona a 4. listopadu na hieromonacha.
V letech 1992–1996 a 2001–2005 byl zpovědníkem v monastýru v Getsemanské zahradě ve Svaté zemi.
Roku 2000 se stal sekretářem erijského biskupa Daniila (Alexandrova) a vikářem předsedy Archijerejského synodu pro péči a spoluvěřící.
V září roku 2005 byl metropolitou Laurem povýšen na igumena.
Dne 20. května 2008 byl Archijerejským synodem RPCZ vybrán za biskupa caracaského a správce farností RPC v Jižní Americe.
Dne 20. června 2008 Svatý synod Ruské pravoslavné církve potvrdil volbu igumena Johna a ustanovil jej biskupem Caracasu správcem farností RPC v Jižní Americe. Biskupská chirotonie proběhla o dva dny později v Erie.
V srpnu 2009 byl s rozhodnutím Archijerejského synodu RPCZ zvolen eparchiálním biskupem Caracasu a Jižní Ameriky.

## Řády a vyznamenání

### Církevní
- 2012 – Řád přepodobného Serafima Sarovského 2. třídy
- 2017 – Řád přepodobného Sergia Radoněžského 3. třídy